# Apple Lisa

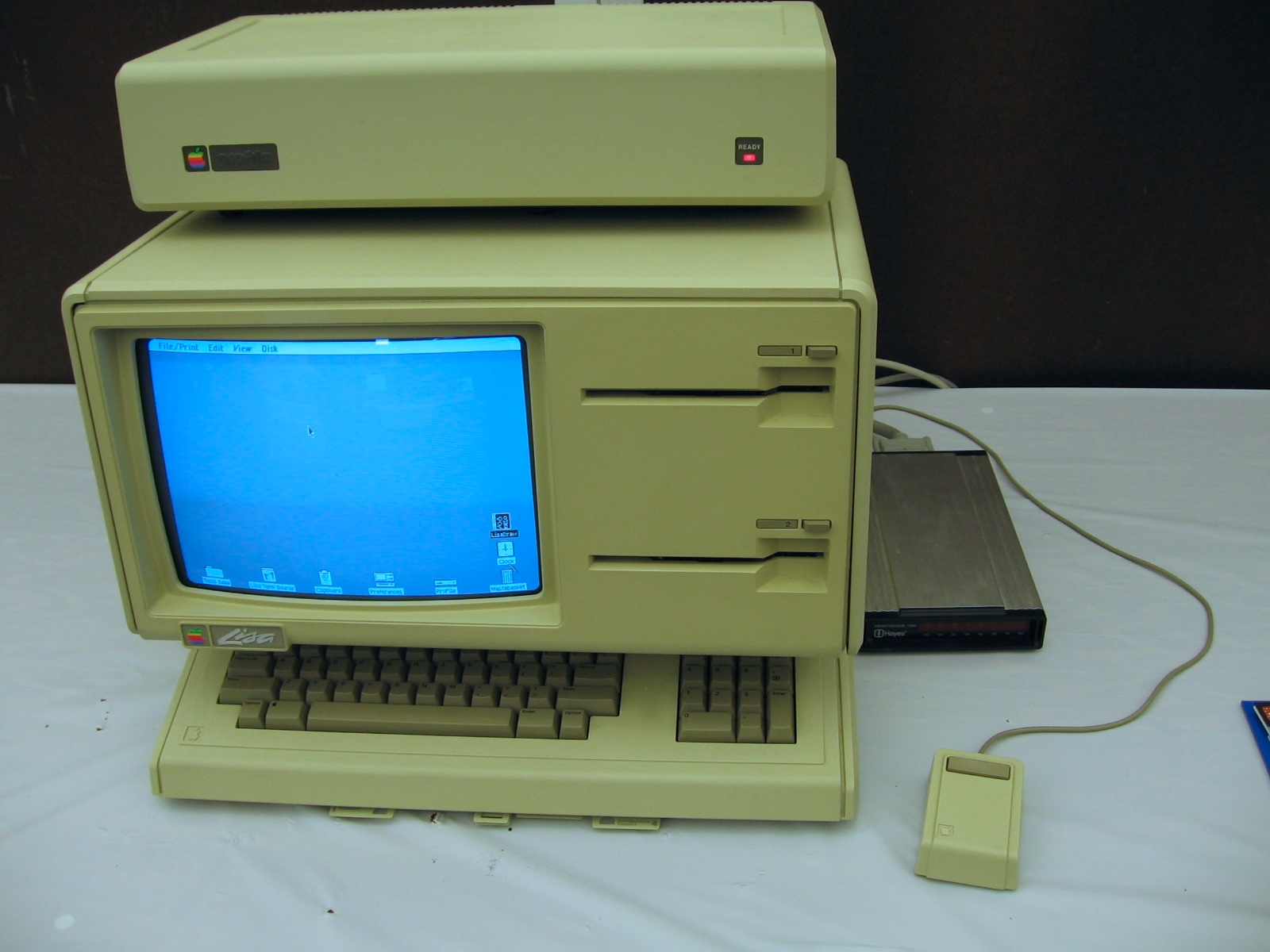
Den ursprungliga Apple Lisa med 2 st. 5,25"-diskettenheter.

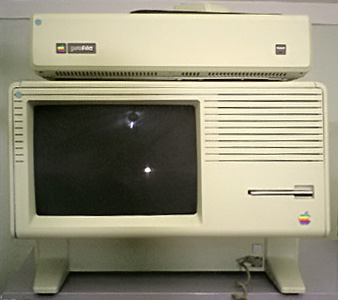
Macintosh XL, den andra revisionen av Apple Lisa, med en Apple ProFile-hårddisk ovanpå skärmen/datorn.

Apple Lisa var en persondator som togs fram av Apple Computer och introducerades i 19 januari 1983. Den var en av de första kommersiella datorerna med en mus och ett grafiskt användargränssnitt.

## Beskrivning och historik
Lisa har setts som före sin tid med funktioner som dåtidens hårdvara inte riktigt kunde hantera. Lisa hade en Motorola 68000-processor på 5 MHz och 1 MB RAM, men mjukvaran hade för dåtiden mycket avancerade finesser som virtuellt minne och multikörning, vilket i praktiken gjorde att datorn ibland kändes seg.
Det finns två senare revisioner av Apple Lisa som skiljer sig något i hård- och mjukvara: Lisa 2 och Macintosh XL. Den senare körde Macintosh-system.
Trots att den var omtyckt fick Lisa utstå kritik, bland annat för att den var dyr; introduktionspriset var 9 999 amerikanska dollar (motsvarande 21 500 amerikanska dollar år 2008). Försäljningen blev en besvikelse för Apple. 1987 köptes 5 000 Macintosh XL av Macintosh-reservdelsföretaget Sun Remarketing och 1989 kasserades de 2 700 återstående osålda Lisorna.
Apple Lisa efterföljdes av Apple Macintosh.

## Namnet
Namnet Lisa är officiellt en förkortning av Local Integrated Software Architecture (Lokal integrerad mjukvaruarkitektur), men enligt Andy Hertzfeld är det en backronym, och namnet kommer i själva verket av Steve Jobs förstfödda dotter, Lisa Brennan-Jobs (född 1978).